# Kazuyoshi Shimabuku
Kazuyoshi Shimabuku (japanisch シマブク･カズヨシ Shimabuku Kazuyoshi; * 29. Juli 1999 in Lima) ist ein japanischer Fußballspieler.

## Karriere
Kazuyoshi Shimabuku erlernte das Fußballspielen in der Jugendmannschaft des Erstligisten Urawa Red Diamonds sowie in der Universitätsmannschaft der Niigata University of Health & Welfare. Seit dem 28. Mai 2021 ist er von der Universität an Albirex Niigata ausgeliehen. Der Verein aus Niigata, einer Stadt in der Präfektur Niigata auf Honshū, der Hauptinsel von Japan, spielt in der zweiten japanischen Liga. Sein Zweitligadebüt gab Kazuyoshi Shimabuku am 23. Oktober 2021 (35. Spieltag) im Spiel gegen Blaublitz Akita. Hier stand er in der Startelf und wurde in der 73. Minute gegen Kaito Taniguchi ausgewechselt. Akita gewann das Spiel 2:1. Nach der Ausleihe wurde er am 1. Februar 2022 fest von Niigata unter Vertrag genommen. Am Ende der Saison 2022 feierte er mit Albirex die Meisterschaft und den Aufstieg in die erste Liga. Am 1. Februar 2024 wechselte er auf Leihbasis nach Fujieda  zum Zweitligisten Fujieda MYFC.

## Erfolge
Albirex Niigata
- Japanischer Zweitligameister: 2022  ▲